# Drosophila santomea
Drosophila santomea este o specie de muște din genul Drosophila, familia Drosophilidae, descrisă de Lachaise și Robert Rees Harry în anul 2000. Conform Catalogue of Life specia Drosophila santomea nu are subspecii cunoscute.